# Бразник (Хунедоара)
Бразник (рум. Brâznic) насеље је у Румунији у округу Хунедоара у општини Илија. Oпштина се налази на надморској висини од 196 m.

## Историја
Према државном шематизму православног клира Угарске 1846. године у "Бурзнику" је живело 102 породице. Православни парох је био поп Павле Поповић.

## Становништво
Према подацима из 2002. године у насељу је живело 240 становника, од којих су сви румунске националности.